# Ertsgesteente

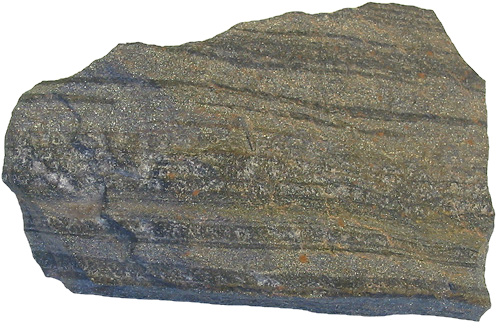
Banded iron formation-ijzererts

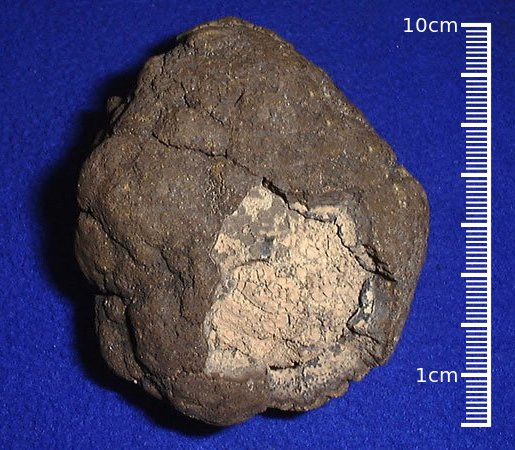
Mangaanerts (de liniaal geeft een idee van de grootte)

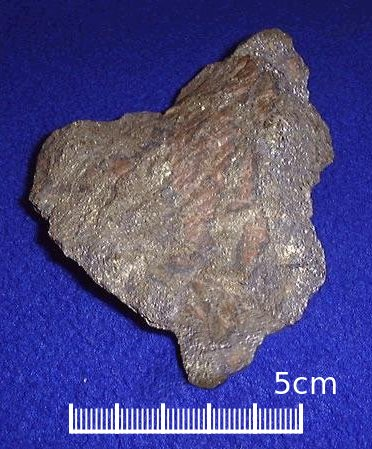
Gouderts (de liniaal geeft een idee van de grootte)

Een ertsgesteente of kortweg erts, is een gesteente dat een economisch winbare concentratie van een bepaalde stof bevat. Meestal gaat het om betrekkelijk kleine hoeveelheden delfstof ten opzichte van de hoeveelheid ertsgesteente. Na de winning van het erts dient de gezochte stof, vaak een bepaald metaal, uit het erts onttrokken te worden, waarna een economisch waardeloos residu overblijft, het ganggesteente of gangue.
De meeste metalen komen in de aardkorst voor in de chemisch gebonden vorm van zogeheten ertsmineralen, dat zijn chemische verbindingen tussen het gezochte metaal en een of meer andere elementen. Voorbeelden zijn mineralen als galeniet (PbS, looderts), sfaleriet (ZnS, zinkerts), hematiet (Fe2O3, ijzererts), of chalcopyriet (CuFeS2 , kopererts). Goud komt in de aardkorst, als weinig reactief edelmetaal, meestal in chemisch ongebonden, gedegen vorm voor.
Veel ertsen bevatten meer dan één economisch interessant metaal, in doorgaans meerdere ertsmineralen. Zo komen galeniet en sfaleriet vaak samen voor, evenals koper en nikkel (chalcopyriet en pentlandiet, (Ni,Fe)9S8), of koper en ijzer (in chalcopyriet). Lang niet altijd is het economisch mogelijk om al die metalen te winnen. Daarnaast bevatten ertsen gewoonlijk ook mineralen zonder enige economische waarde, bijvoorbeeld silicaten, zoals kwarts, of carbonaten, zoals calciet. Sommige ertsen bestaan grotendeels uit een enkel ertsmineraal; in dat geval wordt soms de naam van het betreffende ertsmineraal gebruikt om naar het erts te verwijzen: bauxiet in plaats van aluminium-erts.

## Vorming van ertsen
In de natuur zijn er grofweg drie manieren waarop gesteente verrijkt kan zijn in bepaalde delfstoffen: 
- In sommige magmatische en vulkanische gesteenten is van oorsprong een economisch winbare concentratie van de delfstof aanwezig. Dit zijn voornamelijk felsische gesteenten als pegmatieten of granieten, hoewel ook de basalt in de oceaankorst wellicht winbare hoeveelheden koper of zink bevat.
- Sedimentair gesteente kan winbare hoeveelheden erts bevatten als het achterland van deze gesteenten erts bevatte.
- Door metasomatisme, de interactie tussen hydrothermaal grondwater en het gesteente. Hydrothermaal water kan grote hoeveelheden opgeloste metalen bevatten, en deze, als ze door het gesteente stromen, erin achterlaten.